# آمفی تئاتر یادبود آرلینگتون
آمفی تئاتر یادبود آرلینگتون (انگلیسی: Arlington Memorial Amphitheater) یک تماشاخانه بدون سقف در آرامستان ملی آرلینگتون واقع در شهرستان آرلینگتون ویرجینیا می‌باشد. این بنای یادبود نظامی در ایالات متحده آمریکا در سال ۱۹۲۰ میلادی بازگشایی شد. مراسم خاکسپاری بسیاری از افراد سرشناس در این مکان انجام شده است. این بنا از سنگ مرمر ساخته شده است.

## نگارخانه

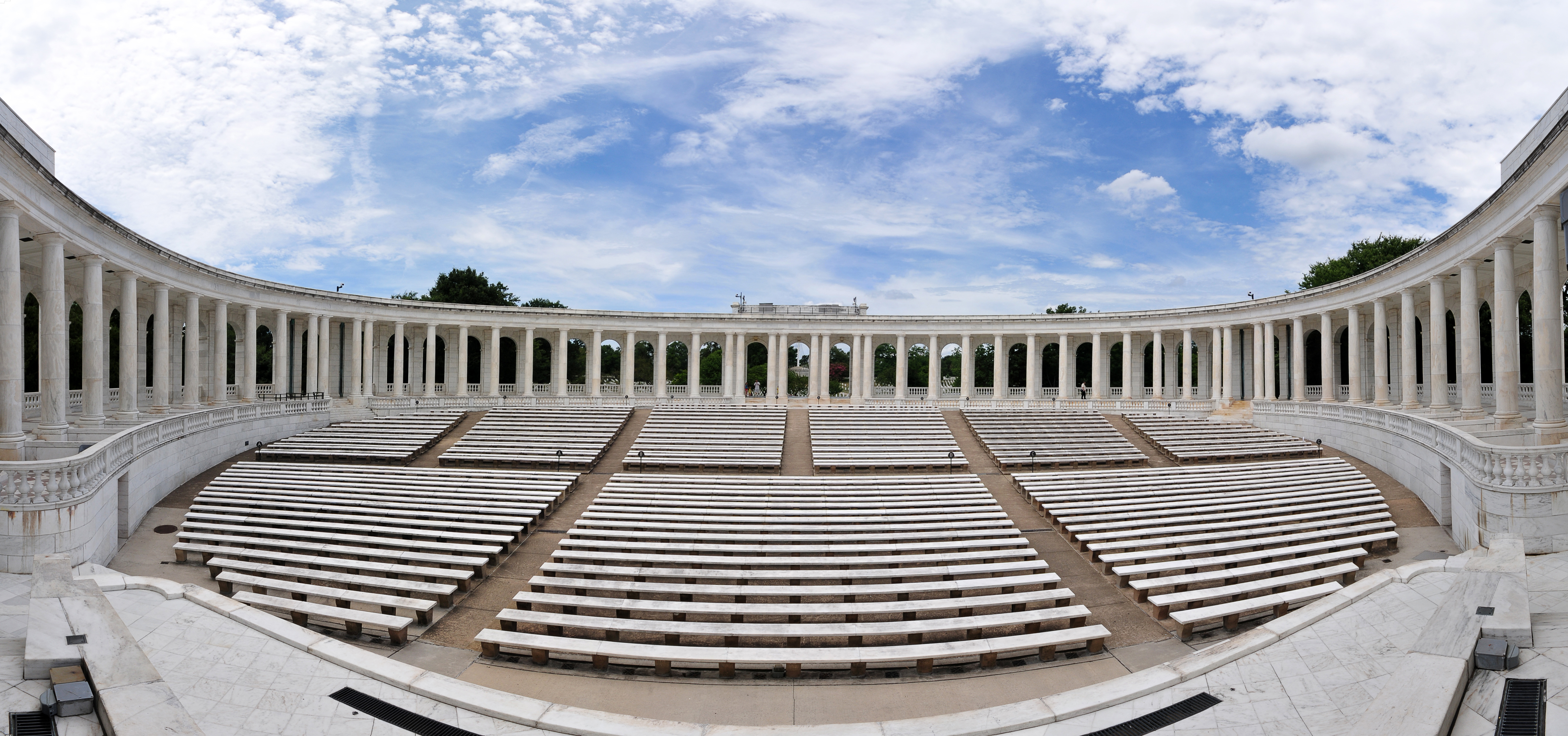
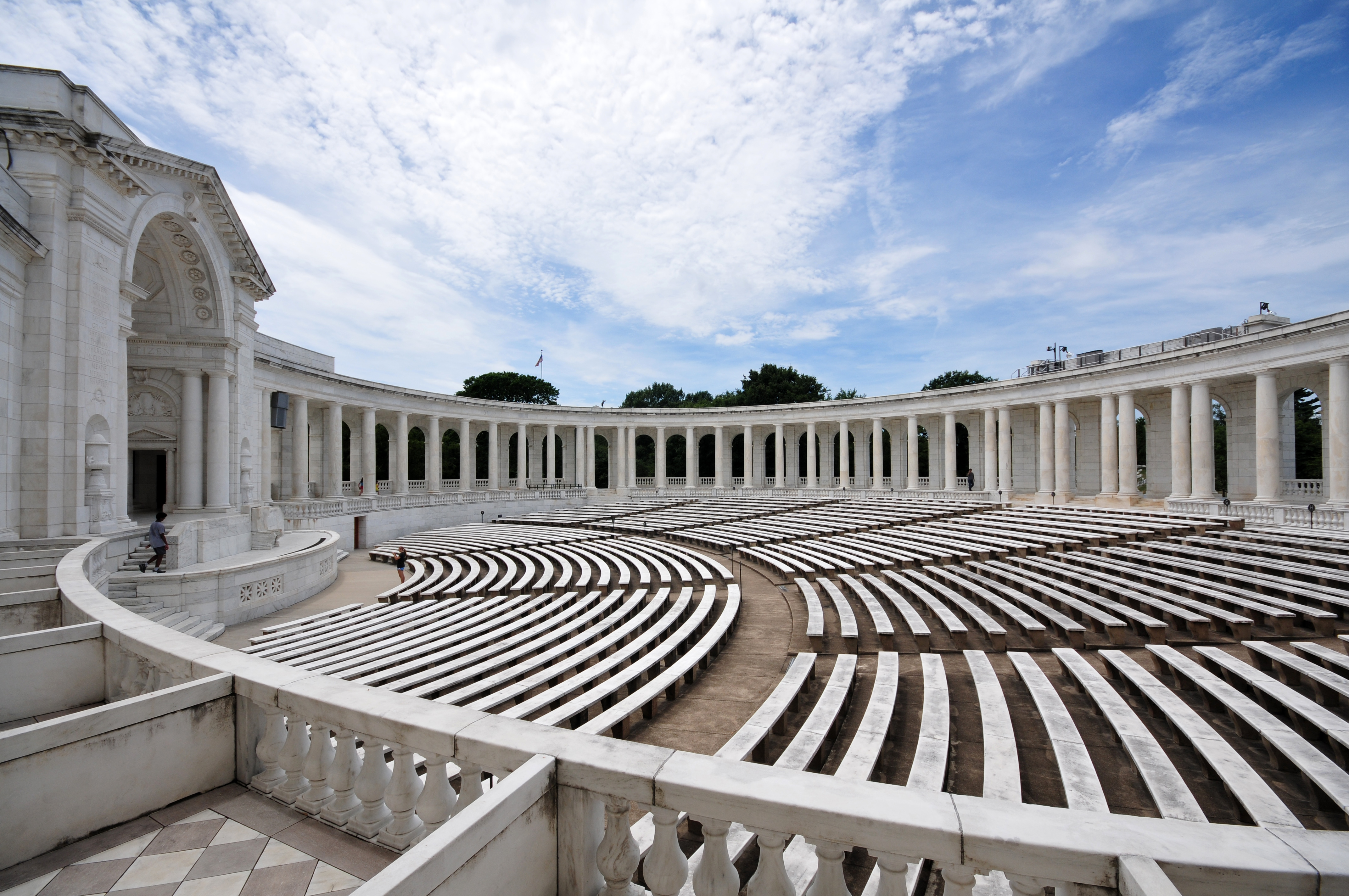
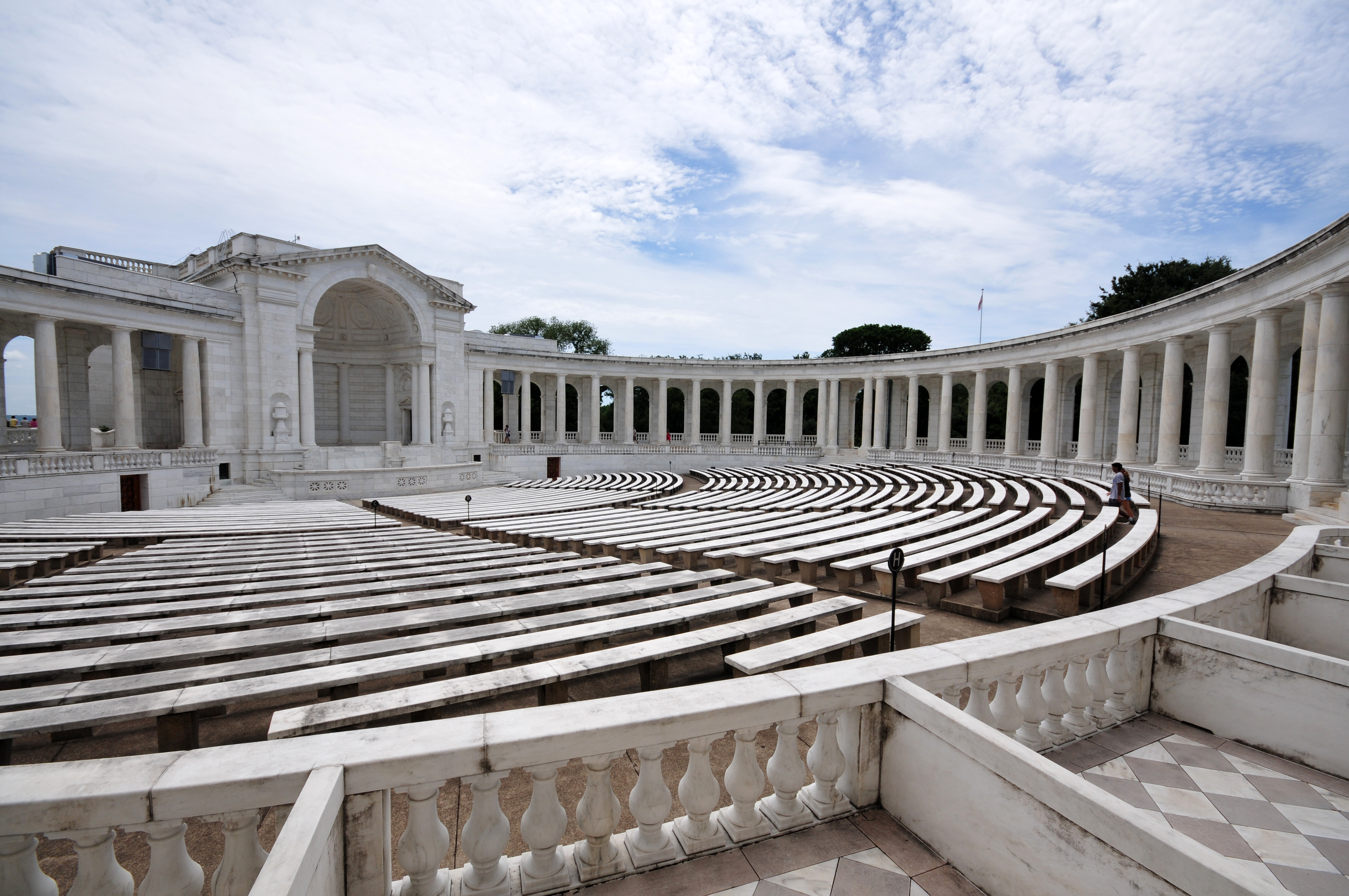
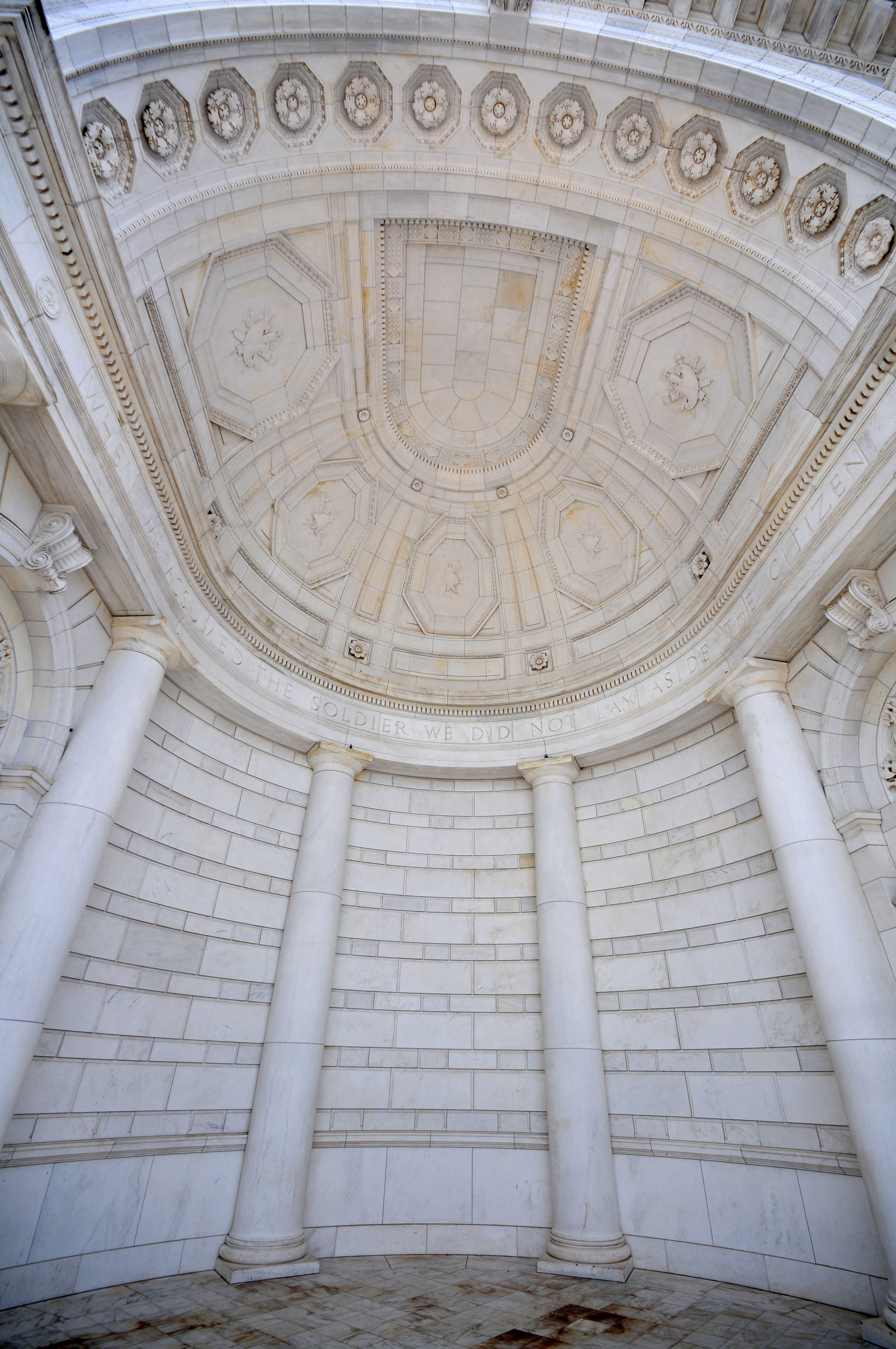
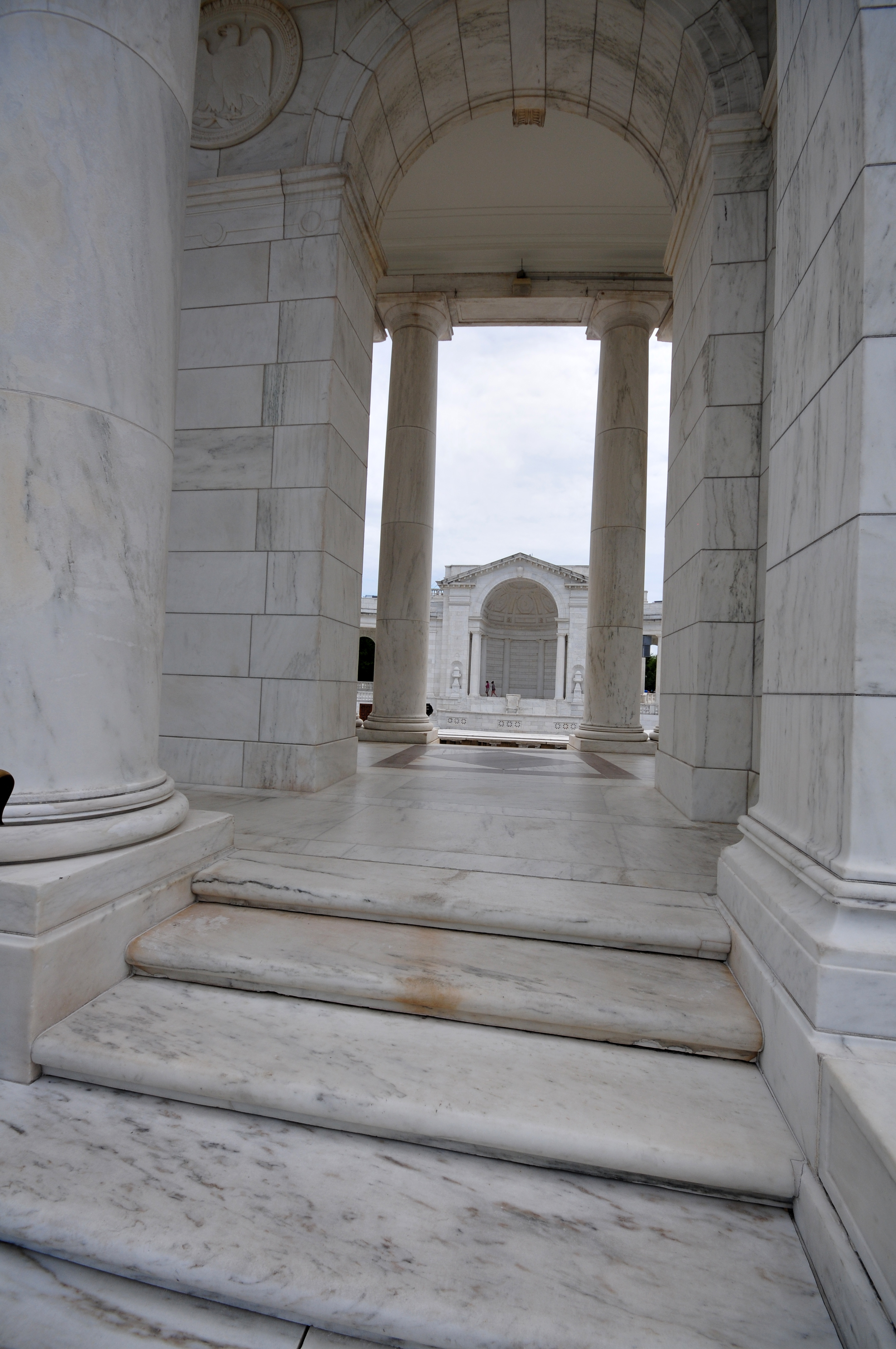
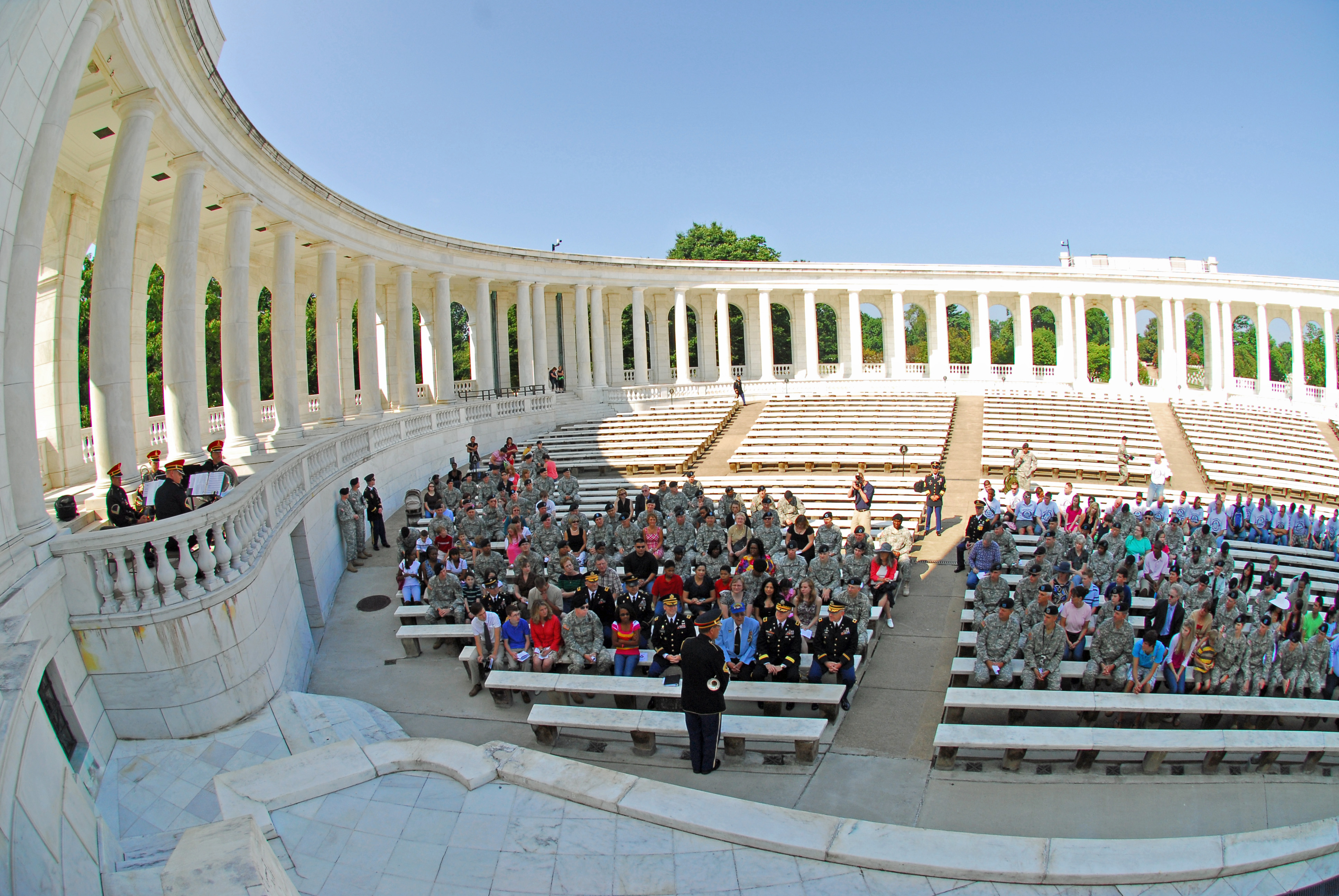
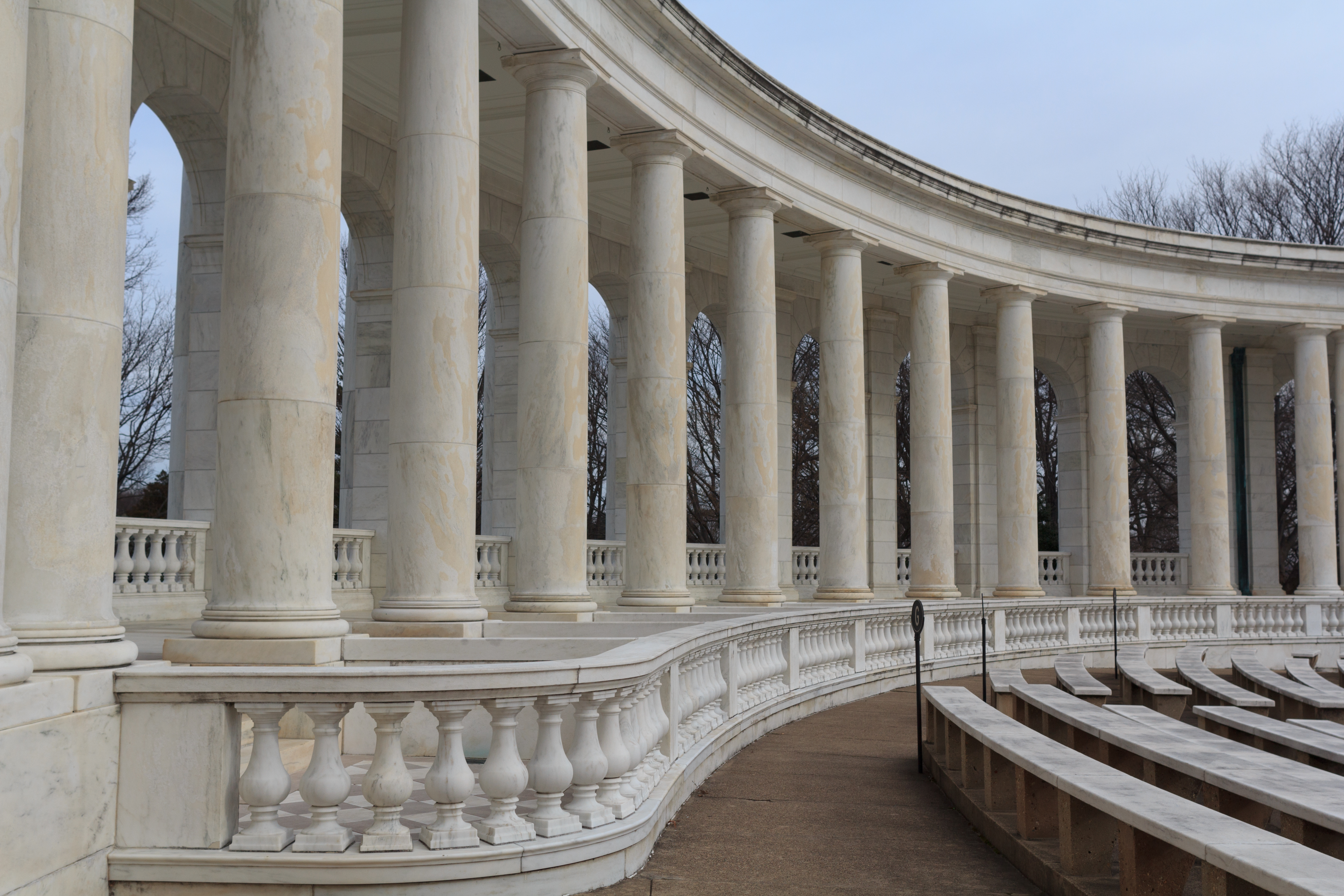
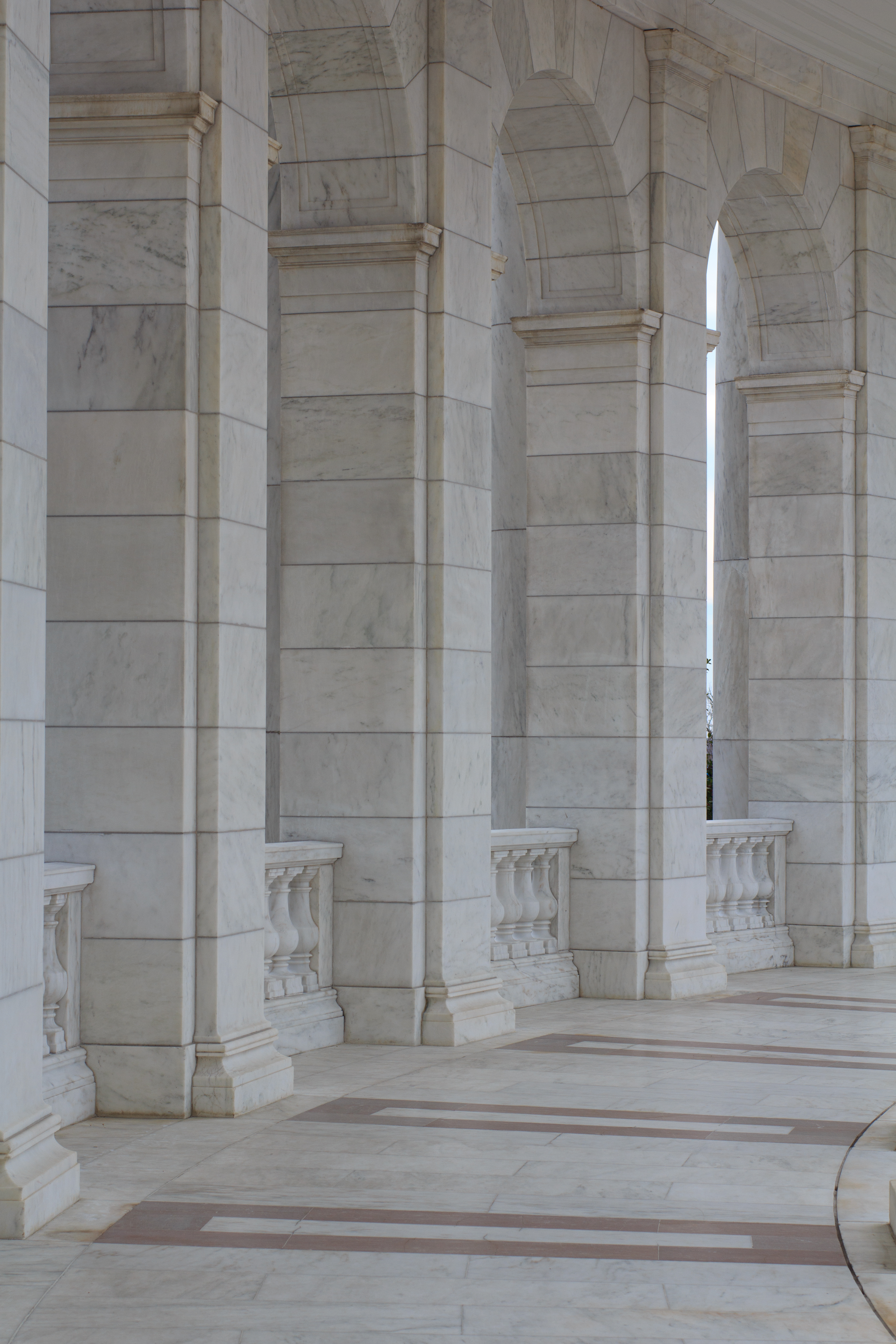